# 鬨
鬨（とき）は、中世の戦（いくさ、戦争や衝突）などの勝負事で勝ちを収めたときの勝ち鬨や、戦場で上げる声である。士気を高める目的で多数の人が一緒に叫ぶ声。凱歌（がいか、勝負事に勝ちを収めたときに歌う喜びの歌）とは同義あるいは一部同義とされるほど近いが、勝鬨は歌ではなく、武家作法の一つ。
本項目では、戦闘時に上げる喊声（かんせい、英語: Battle cry）や楽器音などを一括して扱う。こういった声をあげて士気と団結を高め、敵を威嚇する行為は、制服が始まる以前から行われていた。

## 日本語における鬨
鬨をあわす、鬨をつくる
戦の始めに両軍は互いに声を発した。日本は「えいえい」という大将の掛け声に呼応して軍勢一同が「おう（オオ）」と声を合わせ、これを三度行なったという。「えいえい」は前進激励の「鋭」、「おう」はそれに応じる「応」の意であるという。
勝ち鬨
一例として、『鴉鷺合戦物語』（15世紀末前後）にも作法についての記述があり、戦初めの時に「鬨を三度」出し（これは13世紀成立の『平家物語』『平治物語』も同じ。脚注参照）、戦後の勝ち鬨に関しては、「勝ち時（鬨）は一度、始め強く、終わり細かるべし」と記している。
上泉信綱伝の『訓閲集』（大江家の兵法書を戦国風に改めた書）巻十「実検」の中の、帰陣祝いの規式の法、の項に、「勝凱をつくることは、軍神を送り返し、奉る声なり」と記述されており、信仰的な面と繋がっていたことをうかがわせる。なお『訓閲集』の表記では、「えい」も「おう」も異なり、「曳（大将が用いるエイ）」「叡（諸卒が用いるエイ）」「王」の字を用いており、また、軍神を勧請する際、「曳叡王（えいえいおう）」と記し、大将が「曳」と発した後に、諸卒が「叡王」とあげるとしており、声に関しては、「初め低く、末高く張り揚げる」と記している（前述の15世紀成立の『鴉鷺物語』と表現に変化がみられる）。

### 所作
日本の勝鬨は、本や流派によって多少の差異があるが、大将の乗馬は東向きにし、凱旋の酒宴において大将は右手に勝栗（cf. 縁起物#食物「搗栗」。弓とする流派もある）を取り、左手に扇子（軍扇とする流派もある）を開き、あおぎながら発声し、諸軍勢一同が武器を掲げてこれに声を合わせることを「勝鬨」と言った。なお、戦勝後のみならず出陣式で行うのも勝鬨と言い、出陣の際には「初め弱く終わり強く」、帰陣の際にはその逆にしていたと伊勢貞丈の『 軍用記』には記されている。山鹿流の勝鬨を示せば、まず、戦勝の諸隊を前後左右に整置して八行の陣とし、大将は中央の床几に凭（よ）り、周囲を弓矢、旗、差物で固めたのち、全軍は法螺貝を吹き、太鼓を鳴らし、「わああ」と数回鬨の声を挙げた。

### 鬨に関する記述
- 勝ち鬨に関する記述として、『北条五代記』には、風魔小太郎が部下と共に敵地に侵入し、あちこちで勝ち鬨をあげて敵兵を混乱させる作戦をとったことが記されている（武家作法を心理戦として利用した例）。
- 他の例として、大将が三度弓杖（ゆんづえ）で地面を叩き、「えい、えい、えい」と三声の鬨をあげ、家来が声を合わせ、「応（おー）」と応えるものがある[2]。選挙出陣式の際の「えい、えい（二声）、おー」は誤った用法とされる[3]。
- 中世の軍記物では、「鬨」の表記は一様ではなく（脚注も参照）、『平治物語』では、「たちける羽音を（平家軍が）鯨波（ときのこえ）と聞きなして」といった表記例も見られる。

## 英語における鬨
鬨の声は英語ではウォークライ (war cry) またはバトルクライ (battle cry) という。これらはスポーツで勝者が上げる声や選挙運動におけるスローガンなど派生した意味にも転用されている。

## 鬨の例

### 西洋の例
古代
- アララ
イーリアスの戦いの場面で、ディオメーデースは「大音声でバトルクライを叫ぶディオメーデース」と呼ばれている。ギリシャ人やアッカド人は、その声をまねた擬声語を使用した[5]。
古代アテネの兵士は、ペルシア戦争とペロポネソス戦争で、彼らの守護女神アテーナーの加護を得る為、使いであるフクロウの声をまねて「アララ」と叫んでいた[6]。
- Vetrivel, Veeravel
「戦勝者のヴェル、勇者のヴェル」の意。タミラカムの兵士は、ヒンドゥー教の軍神スカンダの聖槍ヴェルにあやかった[7]。
- Feri, feri!
ローマ人が使用した[8]。

中世
- Desperta ferres!
中世のカタルーニャ語で「鉄よ目覚めよ！」の意、レコンキスタ時に活躍した傭兵集団アルモガバルスが使用した。
- デウス・ウルト
ラテン語で「神(それを)欲したまう」の意、十字軍が使用した。
- Montjoie Saint Denis
12世紀以降のフランスで使用された。
- サンティエゴ！（または、¡Santiago y cierra, España!）
スペインの守護聖人である聖ヤコブのスペイン語での呼び名。レコンキスタ時のイベリア、スペイン帝国で使用された。
- アッラーフ・アクバル
イスラム教の伝統的な鬨の声。アラビア語で「アッラーフは偉大なり」。
- Nobiscum deus（羅語：神は我らと共に）、Kýrie eléison!（希語：主よ、哀れみたまえ！）もしくはStavros Nika（十字勝利（征服））
東ローマ帝国で使用された。前期はラテン語（羅語）が使われたが、ギリシャ語（希語）が公用語となると後者が使われた[9]。
- ハッカペル
フィンランド人が使用した。
- Dieu et mon droit（「神と我が権利」の意）
イングランド王リチャード1世が使用し、その後も王家のモットーとして度々使用された[10]。現在はイギリスの標語となっている。
- フラー（ドイツ語版）
フランス、ドイツ、オーストリアで使用された「万歳」を意味する語。1573年にシェイクスピアが最初に記述している事から、それ以前から使用されているようだ[11]。第一次世界大戦のあった1918年まで、オーストリアの騎兵隊の公式の雄叫びであった[12]。ドイツでも歩兵の銃剣突撃や騎兵隊の突撃に使用するという規定があった[13]。
- Vive l'Empereur !
ナポレオン時代に使用された。
- Vive la nation !
ヴァルミーの戦いで使用された。
- モンジョワ サンドニ!（もしくは、モンジョワ）
中世フランスの鬨の声で、フランク王国の標語。モンジョワはカール大帝の旗であるオリフラムの別名。サン=ドニは、歴代フランス君主の埋葬地サン＝ドニ大聖堂に由来。

近代
- Rebel yell：南北戦争で南軍が使用した。
- Jai Mahakali, Ayo Gorkhali!：「勝利の女神マハカリ、グルカは来ている。」の意、グルカ兵が使用する。
- ウラー：「万歳」を意味するロシア語で第二次世界大戦の赤軍が使用し、現在でもロシア陸軍などで使用されている。
- ウーラー（Oorah）：アメリカ海兵隊が使用している。語源は諸説あり、明確ではない。
- エレフセリア・イ・タナトス：ギリシャ語で「自由さもなくば死」の意、ギリシャ独立戦争で使用された。
- サヴォイア：第一次世界大戦時のイタリアで使用された。
- ガンホー
- タリホー ：元はキツネ狩りで狐を発見した時の掛け声で、転じてイギリス空軍が目標を発見した時に使用するようになった。
- ドイツ連邦軍で使用される鬨（ドイツ語版） - ドイツ連邦軍では戦闘時の叫びをSchlachtrufeとして、様々な声や掛け声が使用される。

### 東洋の例
- 中国の三国時代、赤壁の戦いにおいて、諸葛亮が深い霧の夜に藁束を積んだ船20艘を率いて北軍に近づき、一斉に鬨の声を挙げさせる。不意を突かれた北軍は声の方角に向かって弓を乱射し、矢は藁束に次々と刺さり、これにより諸葛亮は10万本の矢を補給することに成功した[注 3]。この逸話のように古くから鬨は戦法として利用されている。
- ウウハー：モンゴル人が使用する。近代ではナーダムの試合などで使用される。
- 万歳：第二次世界大戦で日本兵が使用した。詳細は「バンザイ突撃」参照
- マブハイ：「万歳」または「生きのびる」を意味するタガログ語。フィリピン独立革命で使用された。
- ムルデカ：「独立」を意味するインドネシア語、インドネシア独立戦争で使用された。
- キエー、キャー、もしくはチェスト：日本の剣術の流派示現流で使用される「猿叫」と呼ばれる掛け声。
- 破邪顕正、阿毘羅吽欠：日本の江戸時代に町方同心が、暴れる人間を捕らえる際に、破邪顕正の形を取ると同時に「破邪顕正、阿毘羅吽欠」を自分らを守る自己暗示と悪魔調伏のために唱えた[14]。

## スポーツ、作業における発声
スポーツオノマトペは運動するときに使用する掛け声「よっこいせ、どっこいしょ、オーエス」などの事である。これらの掛け声は、運動のコツ・タイミングを表す言葉、あるいはモチベーションやリラクセーションをコントロールする言葉として研究されている。
例として、仕事の呼吸を合わせるため労働歌が歌われ、無痛分娩法のラマーズ法では「ヒッ・ヒッ・フー」が知られる。
武術においては、発声前の呼吸法から研究されており、調和道丹田呼吸法、内気呼吸法、外気呼吸法、練功、密息などの研鑽が行われている。軍隊においても、同様に戦闘のストレス緩和などの目的で呼吸法が研究されている。
武術での発声
剣道・薙刀では打突部位呼称が行われるが、フェンシングなどの他の武術でそういった打突部位を示す発声が行われる例はあまり見れない。この打突部位の呼称は、面籠手などへ攻撃する技術が発展した江戸時代後期に始まったのでないかと研究者は述べている。
打突部位呼称以外の発声では、日本剣術の示現流で使用される「猿叫」、中国武術の心意六合拳の「雷声」、カンフー映画などで有名な洪家拳では様々な技に対応した発声法が知られる。
研究
動物のヒヒの威嚇の鳴き声の長さと頻繁さが、年齢、序列と相関している。
チェコの研究者らが、格闘技選手の威嚇する声と強さの相関を調べた。2016年に開催された国際総合格闘技連盟主催のヨーロッパ選手権に出場したアマチュアの総合格闘技男性選手40人（19-33歳、平均24歳、SD = 4.4）の発した威嚇する声を、31人の男性と32人の女性に聞き比べてもらい、強さを推し量ってもらった結果、強さを感じる声の傾向はあったものの、勝率や体力測定の結果と比較して関連が薄い結果となった。
スポーツ選手らが、スポーツ中に声を上げる効果についても研究されており、音刺激による心理的影響、そして脊髄前角細胞の興奮順位の増強で、筋力が増強すると考えられた。

## 鬨の関連事項
儀式
- effektnummer - 北欧の狂戦士ベルセルク達が戦いの前に、盾を噛んだり、動物のように咆哮を上げるなどを行い自己暗示をかけた儀式

戦の踊り (en:War dance)
- ハカ (ダンス)：マオリ族の民族舞踊

軍楽隊
中国最古の地理書『山海経』において、中国神話に登場する黄帝が戦神蚩尤と戦った際に、動物の夔（き）の皮から作った太鼓を使用して蚩尤軍を乱した記述がある。古代エジプトでは、現在の信号ラッパ「ビューグル」のようにラッパを使用しており、ツタンカーメン王の墓からも戦場で使用していたとされるツタンカーメン王の喇叭が発見されている。
とくに世界最古の軍楽隊であり、オスマン帝国の常備軍イェニチェリに属し、自軍の士気向上や威嚇、戦場での娯楽のために従軍したメフテルが有名
勝鬨の碑と勝鬨の渡し、および、勝鬨橋
日露戦争における旅順陥落（1905年［明治38年］1月。cf. 旅順攻囲戦）の直後に、勝鬨の意を籠めて大日本帝国海軍発祥の地である築地に祝勝記念碑として建立されたのが「勝鬨の碑（かちどきのひ）」であり、併せて設置された渡し船が「勝鬨の渡し（かちどきのわたし）」である。さらに1929年（昭和4年）、勝鬨の渡しに代わって架けられた橋にも名は引き継がれ、「勝鬨橋（かちどきばし）」と呼ばれて現在に到る。